# Cantonul Saint-Georges-du-Vièvre
Cantonul Saint-Georges-du-Vièvre este un canton din arondismentul Bernay, departamentul Eure, regiunea Haute-Normandie, Franța.

## Comune
- Épreville-en-Lieuvin
- Lieurey
- Noards
- La Noë-Poulain
- La Poterie-Mathieu
- Saint-Benoît-des-Ombres
- Saint-Christophe-sur-Condé
- Saint-Étienne-l'Allier
- Saint-Georges-du-Mesnil
- Saint-Georges-du-Vièvre (reședință)
- Saint-Grégoire-du-Vièvre
- Saint-Jean-de-la-Léqueraye
- Saint-Martin-Saint-Firmin
- Saint-Pierre-des-Ifs